# スザンナと長老たち (グエルチーノ、プラド美術館)
『スザンナと長老たち』（スザンナとちょうろうたち、西: Susana y los viejos、英: Susannah and the Elders）は、イタリアのバロック絵画の巨匠グエルチーノが1617年にキャンバス上に油彩で制作した絵画である。『旧約聖書』の「ダニエル書」13章にあるスザンナの水浴の物語を主題としている。作品は、『ロットとその娘たち』 (エル・エスコリアル修道院) 、『放蕩息子の帰還』 (サバウダ美術館) とともに、画家がボローニャでルドヴィコ・ルドヴィーシ枢機卿のために描いたものである。1664年に、この絵画は王子ニッコロ・ルドヴィーシの遺産としてスペイン王フェリペ4世の手に渡り、1667年にエル・エスコリアル修道院に収蔵された。現在、マドリードのプラド美術館に所蔵されている。なお、パルマ国立美術館にも、グエルチーノが後の1650年に描いた同主題作『スザンナと長老たち』がある。

## 作品

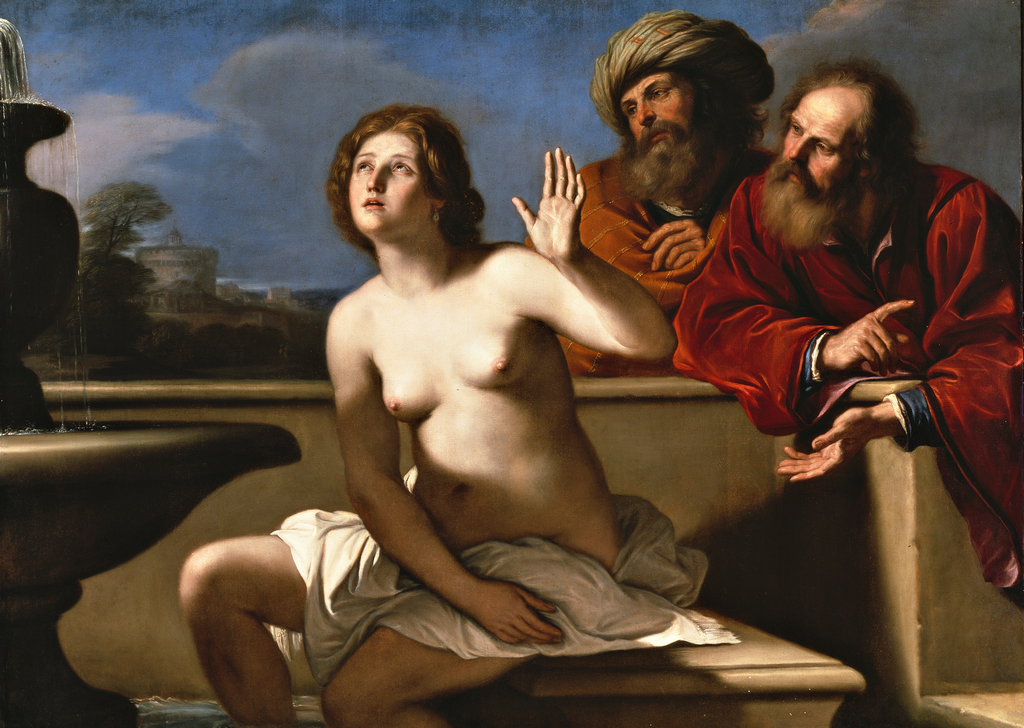
グエルチーノ『スザンナと長老たち』 (1650年)、パルマ国立美術館

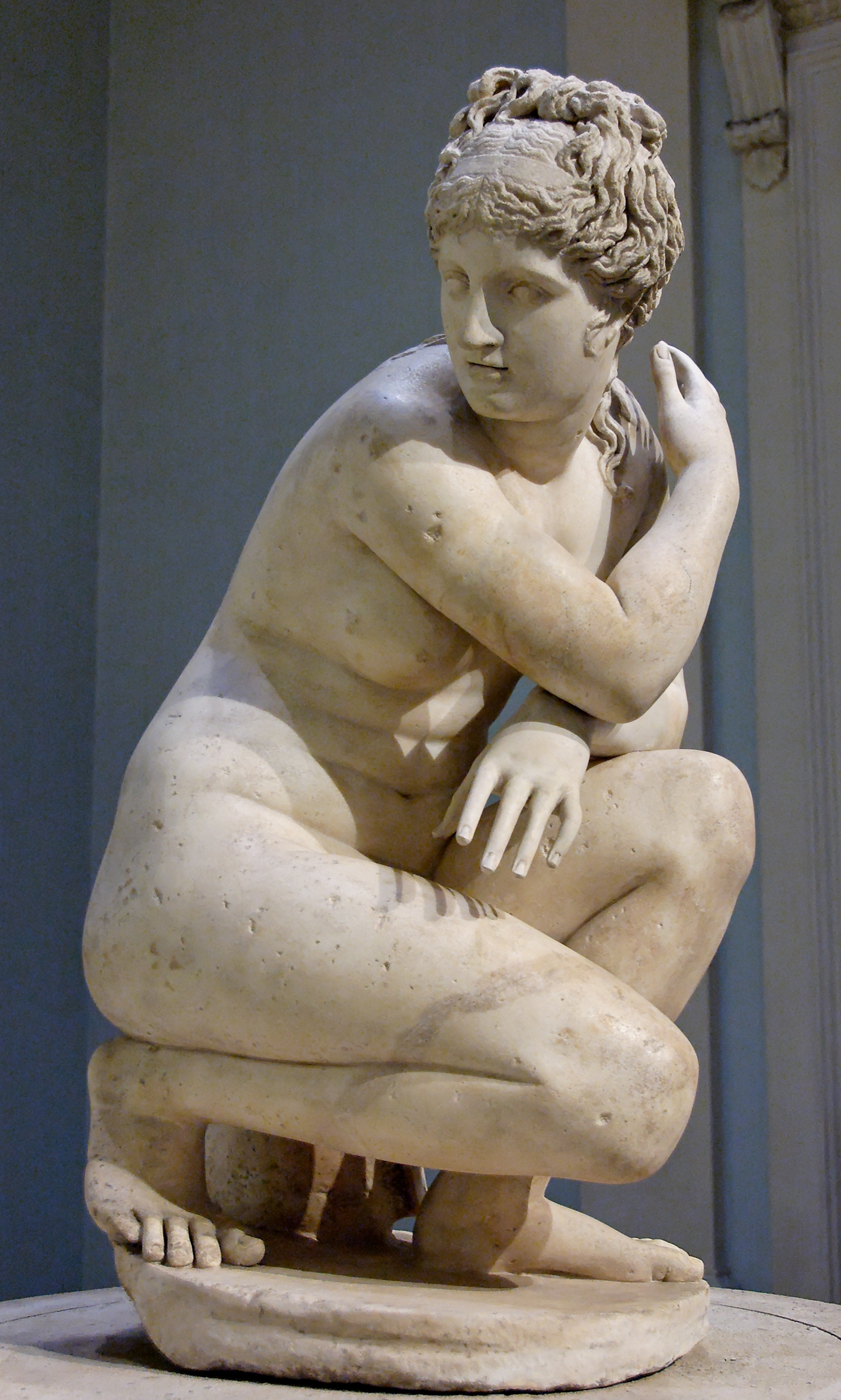
古代ギリシア彫刻『蹲るアフロディーテ』 (『レリーのヴィーナス』)、大英博物館、ロンドン

「ダニエル書」の記述によれば、ある暑い日、ヨアキムの妻スザンナは自宅にあった泉の1つで水浴をしていた。その時、2人の裁判官の老人が隠れた場所から彼女の姿を覗いていたが、彼女は気づかなかった。老人たちはしばらく前から彼女に対して欲望を抱いており、この時、彼女を凌辱しようとした。スザンナが彼らを拒むと、後に彼らは自分たちの裁判官という地位を利用し、彼女を不倫の咎で責めた。しかし、ダニエルが彼女の無実を証明し、彼らは死刑を宣告された。
この伝説は、16世紀と17世紀の画家たちにとって人気のあるものであった。というのも、画家たちに官能的な場面を描き、裸体を表現する技術を示す機会となったからである。本作で、グエルチーノは、スザンナが隠れた場所から老人たちに覗き見られるという大きな緊張をはらんだ瞬間を捉えている。この緊張は画面を2分する構図にも現れている。左側は老人たちの写実的な描写で占められ、彼らの性欲に起因する激しい感情を強調するキアロスクーロが用いられている。一方、右側では、古典主義的に表されたスザンナの身体が穏やかなモノクロームの姿で目立っている。
老人たちの粗野さが彼女の理想化された裸体像に取って代わられており、完全な照明を当てられた彼女の動きは陰の中にいる老人たちの情熱と対照され、いっそうゆったりとしたものとなっている。構図の中央にある花 (おそらくユリ) は、スザンナの美徳でもある率直さと純潔に関連づけられてきた。老人の1人は鑑賞者の空間に向かって身体を傾け、スザンナに気づかれないために鑑賞者にじっとしているよう手を伸ばして警告している。かくして、グエルチーノは鑑賞者をこの罪深い瞬間の参加者にする。
なお、スザンナのポーズを触発したのは、紀元前3世紀後半の古代ギリシアの彫刻家ドイダルサス (Doidalsas) の作品で、数々の複製で知られる『蹲るアフロディーテ』である。また、歴史家のカルロ・チェーザレ・マルヴァジアによれば、スザンナのモデルはボローニャ大司教区の牢獄に繋がれていた女性であるという。このことの真偽はさておき、この逸話からグエルチーノがカラヴァッジョと同じように自然主義の道を歩んでいたことがうかがえる。1621年にローマを訪れるまで、グエルチーノはカラヴァッジョの作品を知らなかったことから、この自然主義は彼が独自に発展させたものといわれる。